# Kfar Darom
Kfar Darom (hebrejsky: כְּפַר דָּרוֹם, doslova "Jižní Vesnice") byl kibuc a pozdější izraelská osada, nacházející se v pásu osad Guš Katif v Pásmu Gazy, která byla zrušena v rámci Izraelského plánu jednostranného stažení v roce 2005.

## Dějiny
Už ve 30. letech 20. století tedy v dobách britské mandátní Palestiny před vznikem státu Izrael zakoupil pozemky o rozloze cca 260 dunamů (0,26 kilometru čtverečního) na místě pozdější vesnice Kfar Darom židovský podnikatel Tuvia Miller. Chtěl tu zřídit ovocný sad. Jeho majetek ale byl vypleněn během arabského povstání v letech 1936–1939.
V roce 1946 vykoupil Millerovy pozemky Židovský národní fond. Kibuc Kfar Darom zde byl pak založen během takzvané Noci 11 bodů v Negevu, kdy bylo v noci z 5. na 6. října 1946 (noc po Jom kipuru) v Negevu a v jižní části tehdejší mandátní Palestiny založeno celkem jedenáct židovských osad. Kfar Darom založilo hnutí ha-Po'el ha-Mizrachi. Byl pojmenován po židovské vesnici z dob Talmudu, která se nacházela v této oblasti. Již v červenci 1948, během války za nezávislost, byl kibuc napaden egyptskou armádou a po téměř tříměsíčním obléhání evakuován. Jeho obyvatelé pak založili vesnici Bnej Darom poblíž Ašdodu.
Vesnice byla obnovena v roce 1970 jako první židovské sídlo zřízené v pásmu Gazy po šestidenní válce. Šlo o vojensko-civilní osadu typu Nachal, která byla v roce 1975 zcivilněna, ale pro vnitřní spory záhy opuštěna. Znovu pak byla civilisty osídlena až v roce 1989. Po dohodách v Oslu v roce 1994 se Kfar Darom stal ostrovem v Palestinské autonomii, 5 km severně od Guš Katif, v obklopení lidnatými palestinskými aglomeracemi, zejména městem Dejr al-Bala na severu. Osada se zaměřovala na zemědělství a potravinářský průmysl (balírna zeleniny Alej Katif – עלי קטיף‎). Působil tu institut pro náboženská a zemědělská studia (מכון התורה והארץ‎ – Mechon ha-Tora ve-ha-arec).
Během první i druhé intifády se bezpečnostní situace v osadě a jejím okolí výrazně zhoršila. Pět místních obyvatel bylo zabito při útocích. V roce 2004 vláda Ariela Šarona přijala plán jednostranného stažení, který byl v létě roku 2005 realizován. V jeho rámci byly všechny osady v Pásmu Gazy včetně Kfar Darom vyklizeny a jejich zástavba zbořena.

## Demografie
Obyvatelstvo obce Kfar Darom bylo v databázi rady Ješa popisováno jako nábožensky založené. Šlo o menší sídlo vesnického typu, které ale v posledních letech své existence zaznamenávalo vysoký populační růst, protože pro část izraelské společnosti se stala tato vesnice symbolem. K 31. prosinci 2004 zde žilo 475 lidí. Během roku 2004 populace obce vzrostla o 25,0 %.
| Rok            | 1999 | 2000 | 2001 | 2002 | 2003 | 2004 |
| -------------- | ---- | ---- | ---- | ---- | ---- | ---- |
| Počet obyvatel | 242  | 244  | 276  | 324  | 380  | 475  |